# Christchurch
Christchurch (maori: Ōtautahi) é a maior cidade da Ilha do Sul da Nova Zelândia e a sede da região de Canterbury. A área urbana de Christchurch fica na costa leste da Ilha do Sul, ao norte da Península de Banks. É o lar de 404 500 pessoas, o que a torna a terceira cidade mais populosa do país, atrás de Auckland e Wellington.
A agricultura é o principal sustentáculo da economia de Christchurch. A presença precoce da Universidade de Canterbury e a herança das instituições acadêmicas da cidade em associação com empresas locais fomentaram uma série de indústrias de base tecnológica.

## História

### Colonização
Evidências arqueológicas indicaram que a área de Christchurch foi primeiramente colonizada por humanos em cerca do ano 1250. Christchurch tornou-se uma cidade pela Carta Régia em 31 de julho de 1856, tornando-a oficialmente a cidade mais antiga da Nova Zelândia. A Associação de Canterbury, que estabeleceu a planície de Canterbury, nomeou a cidade em homenagem a Christ Church, Oxford. O novo assentamento foi estabelecido em um padrão de grade centrado na Praça da Catedral; durante o século XIX, havia poucas barreiras para o rápido crescimento da área urbana, com exceção do Pacífico, a leste, e das Port Hills, ao sul.
O rio Avon flui pelo centro da cidade, com um parque urbano localizado ao longo de suas margens. A pedido dos irmãos Deans - cuja fazenda foi o primeiro assentamento europeu na área - o rio recebeu o nome do rio Avon, na Escócia, que nasce nas colinas de Ayrshire, perto da fazenda de seu avô.

## Geografia

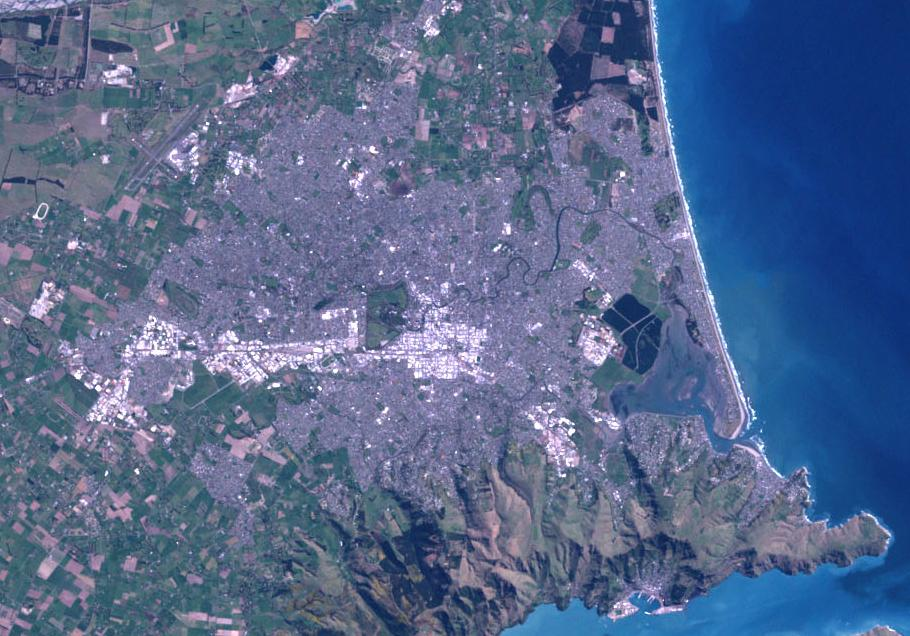
Imagem de satélite da cidade.

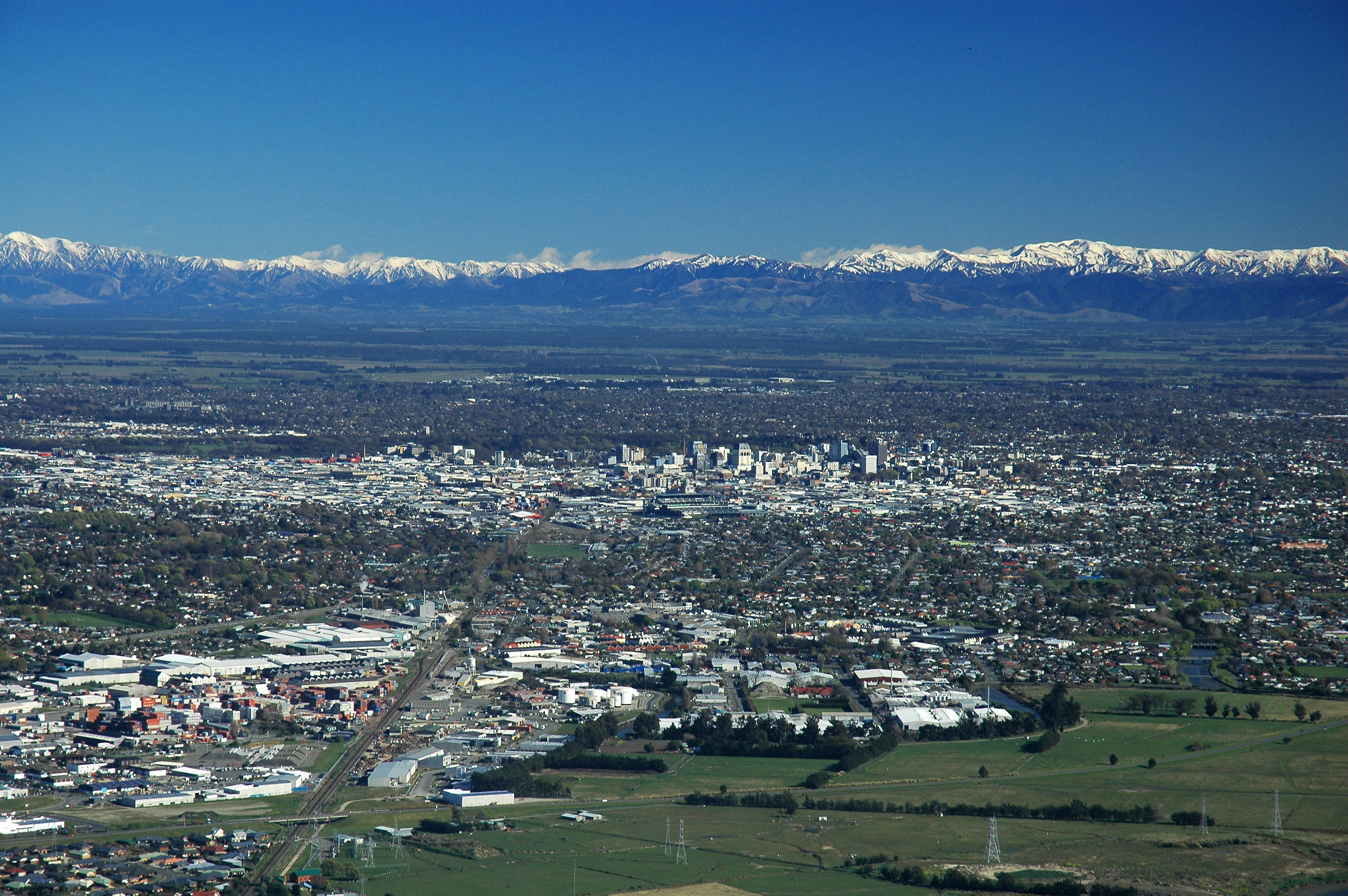
Vista geral de Christchurch, com os Alpes do Sul ao fundo.

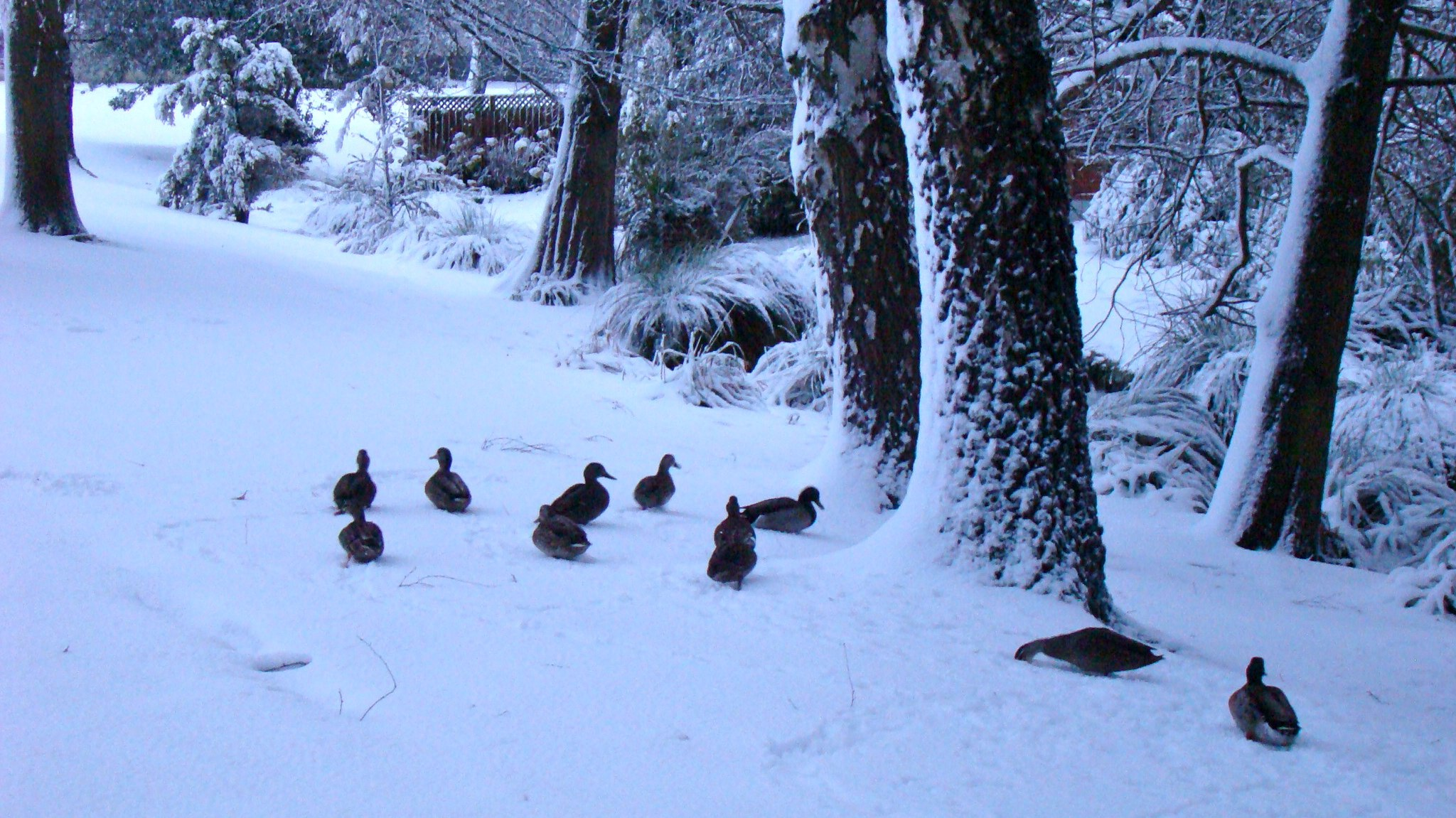
Neve na cidade em julho.

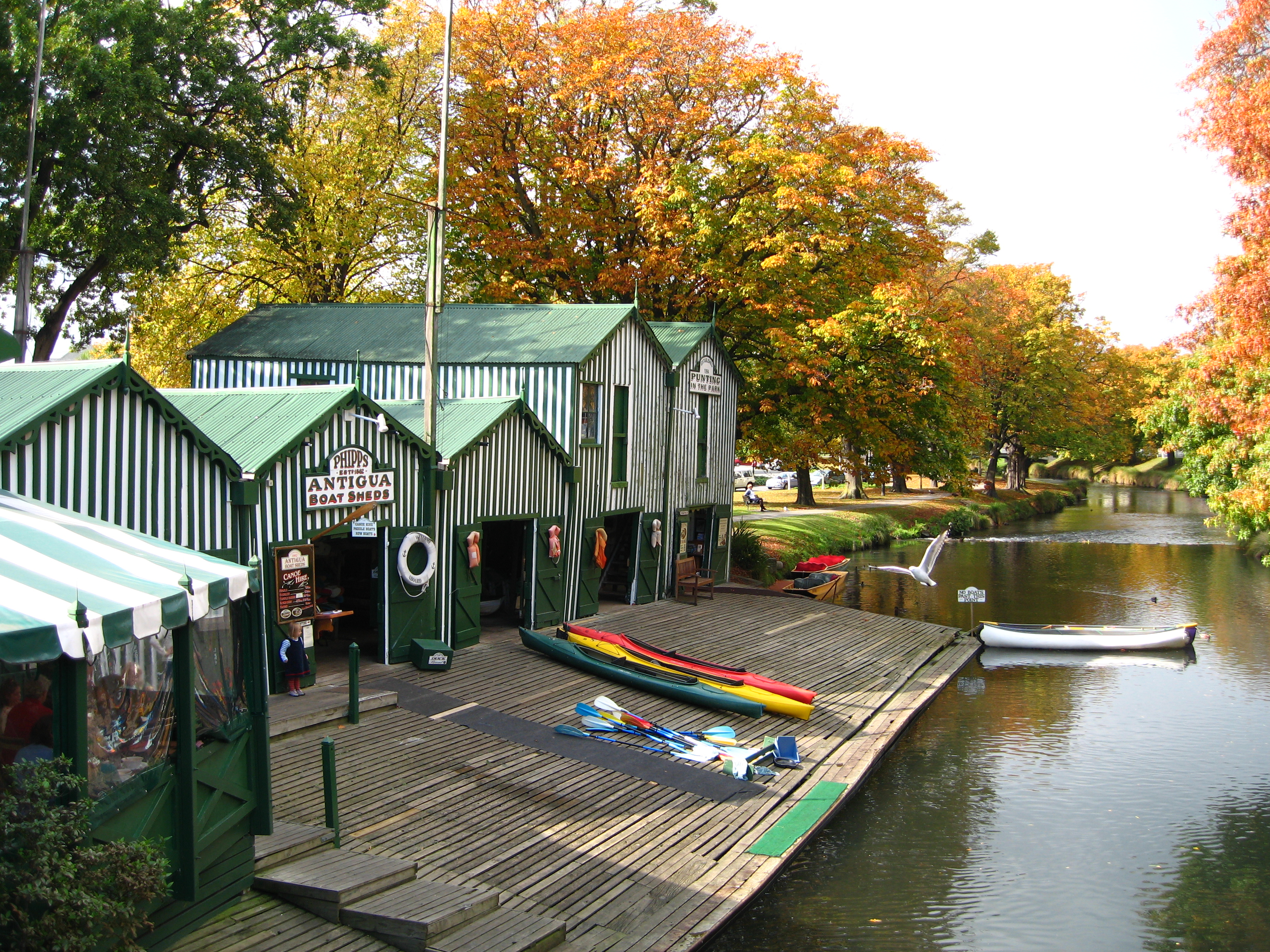
Rio Avon durante o outono.

Christchurch fica em Canterbury, perto do centro da costa leste da Ilha do Sul, a leste das planícies de Canterbury. Ela está localizada perto do extremo sul da Baía de Pégasus e é limitada a leste pela costa do Oceano Pacífico e pelo estuário dos rios Avon e Heathcote. Ao sul e a sudeste, a porção urbana da cidade é limitada pelas encostas vulcânicas das colinas portuárias que a separam da península de Banks. Ao norte, a cidade é delimitada pelo rio Waimakariri.
Christchurch tem um dos suprimentos de água da mais alta qualidade do mundo, com sua água classificada entre as mais puras e limpas do planeta. Água não tratada, naturalmente filtrada, é obtida através de mais de 50 estações de bombeamento em torno da cidade, a partir de aquíferos que emanam dos sopés dos Alpes do Sul.

### Terremotos
No dia 22 de fevereiro de 2011 um terremoto de 6,3 na Escala Richter atingiu a cidade, provocando 159 mortos e várias centenas de desaparecidos. No dia 13 de novembro de 2016 um terremoto de 7,8 na Escala Richter, com seu epicentro a 91 km, atingiu a cidade

### Clima
Christchurch tem um verão ameno, inverno frio e chuvas moderadas regulares. Tem temperaturas médias diárias máximas de 22,5 °C em janeiro e 11,3 °C em julho. Sob a classificação climática de Köppen, Christchurch tem um clima oceânico (Cfb). O verão na cidade é mais quente, mas geralmente é moderado pela brisa marítima do nordeste. Uma temperatura recorde de 41,6 °C foi atingida em fevereiro de 1973. Uma característica notável do clima é o nor'wester, um vento quente que ocasionalmente atinge a força de uma tempestade, causando danos menores às propriedades da região. Como muitas cidades, Christchurch experimenta um efeito de ilha de calor urbana; as temperaturas são ligeiramente mais altas nas regiões centrais da cidade em comparação com a paisagem circundante.
No inverno, é comum que a temperatura caia abaixo de 0 °C à noite. Há em média 80 dias de geada por ano. As quedas de neve ocorrem em média três vezes por ano, embora em alguns anos não seja registrada queda de neve. A temperatura mais fria registrada foi de -7,1 °C em 18 de julho de 1945, a terceira temperatura mais baixa registrada nas principais cidades da Nova Zelândia.
Nas noites frias de inverno, as colinas circundantes, o céu limpo e as condições calmas e geladas geralmente se combinam para formar uma camada de inversão térmica estável acima da cidade, que prende os escapamentos de veículos e a fumaça de incêndios domésticos para causar poluição atmosférica. Embora não seja tão ruim quanto a poluição em Los Angeles ou na Cidade do México, a poluição de Christchurch muitas vezes excede as recomendações da Organização Mundial de Saúde para a poluição do ar. Para limitar a poluição do ar, o conselho regional proibiu o uso de fogueiras na cidade em 2006. Em 2008, o conselho proibiu o uso de recuperadores de calor com mais de 15 anos, ao mesmo tempo em que disponibilizou fundos para atualizar os sistemas de aquecimento doméstico.

## Economia
A indústria agrícola sempre foi o centro econômico de Christchurch. A cidade tem por muito tempo a indústria baseada no país de cultivo circunvizinho. A PGG Wrightson, o principal agronegócio da Nova Zelândia, mantém sua sede em Christchurch. Suas raízes locais remontam à Pyne Gould Guinness, uma antiga agência de ações e estações que servia a Ilha do Sul.

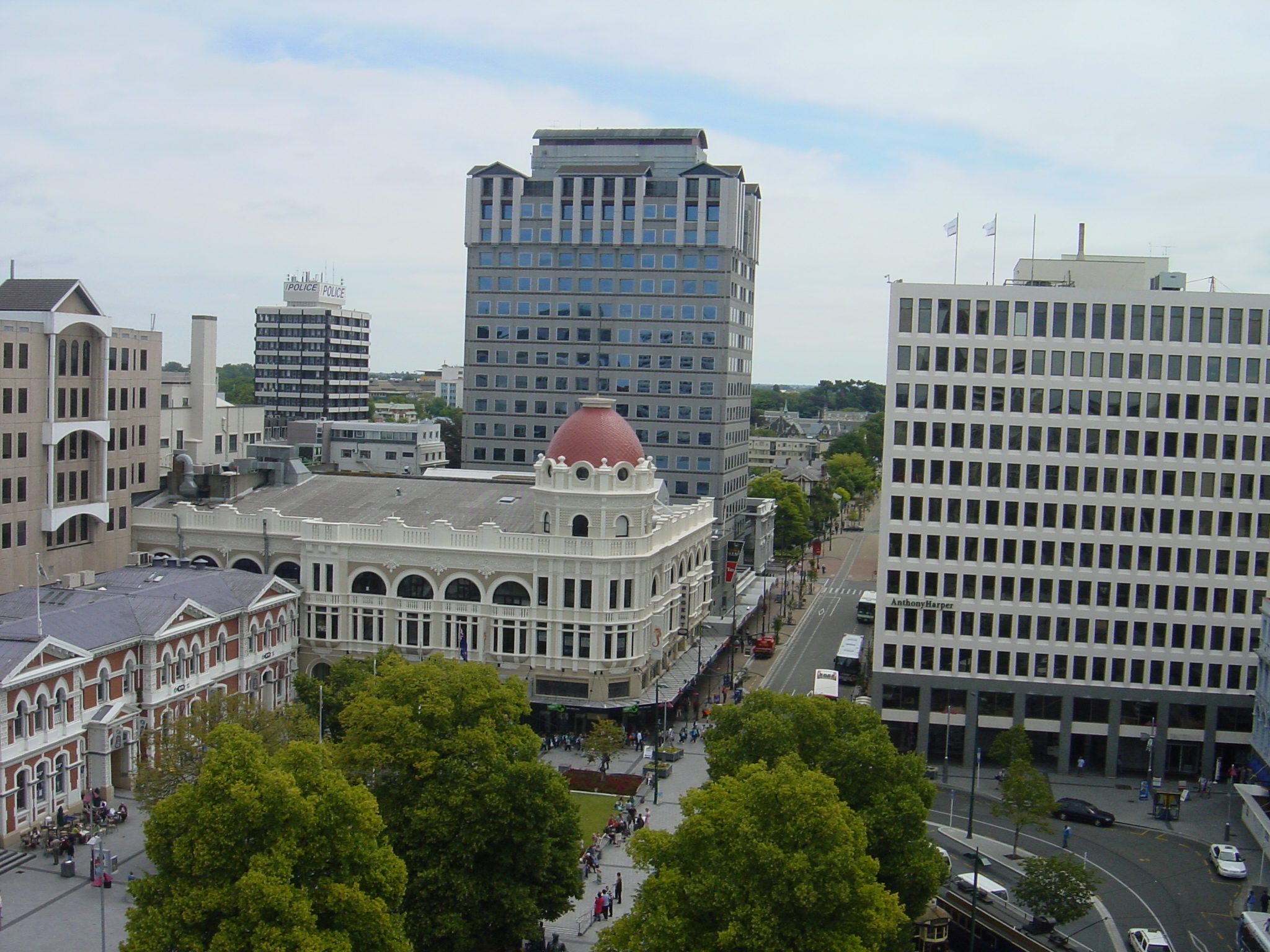
Centro da cidade.

Christchurch é o segundo maior centro de manufatureiro na Nova Zelândia, atrás de Auckland, sendo o setor o segundo maior contribuinte para a economia local, com empresas que fabricam aço para pontes, túneis e hidrelétricas. Atualmente, a produção é voltada principalmente para produtos leves e o principal mercado de exportação é a Austrália, com empresas como as pioneiras da família Stewart entre os maiores empregadores. Antes da fabricação de roupas se mudar para a Ásia, Christchurch era o centro da indústria têxtil da Nova Zelândia. A cidade também tinha cinco fabricantes de calçados, mas estes foram substituídos por importações.
Nas últimas décadas, indústrias baseadas na tecnologia surgiram em Christchurch. Angus Tait fundou a Tait Electronics, fabricante de rádios móveis e outras empresas derivadas disto, como a Swichtec, de Dennis Chapman. No campo dos softwares, Gil Simpson fundou uma empresa que criou as linguagens de programação LINC e Jade e uma aquisição gerencial gerou a empresa local Wynyard Group.

## Cultura

### Esportes

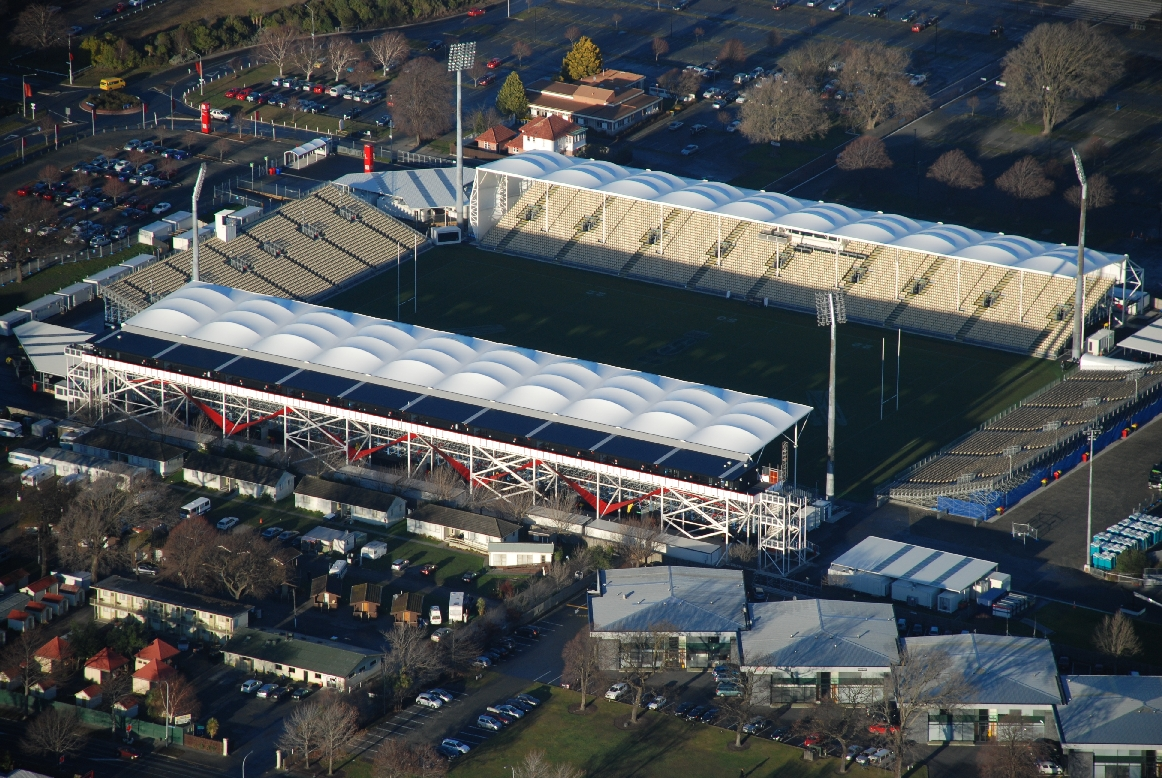
Rugby League Park, casa do Crusaders.

A cidade é sede do time de rugby Crusaders que joga a liga Super Rugby, o principal estádio era o Lancaster Park que foi demolido devido aos severos danos causados pelo Sismo de Canterbury de 2011, sete jogos da Copa do Mundo de Rugby de 2011 que estavam previstos para o estádio precisaram ser removidos para outros estádios, atualmente o time joga no Rugby League Park.
O Canterbury Kings é o time de críquete da cidade, manda seus jogos no Hagley Oval. O Canterbury United é o time de futebol, manda seus jogos no English Park.

## Atracções
- Museu de Canterbury
- Ferrymead Heritage Park
- Parque de vida selvagem de Orana

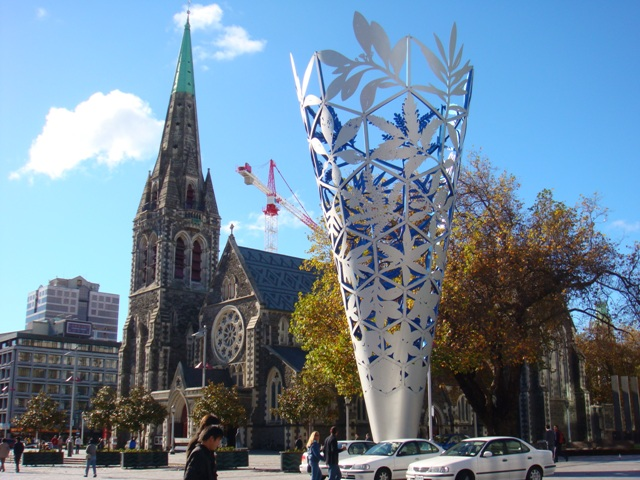
Christ Church Cathedral.

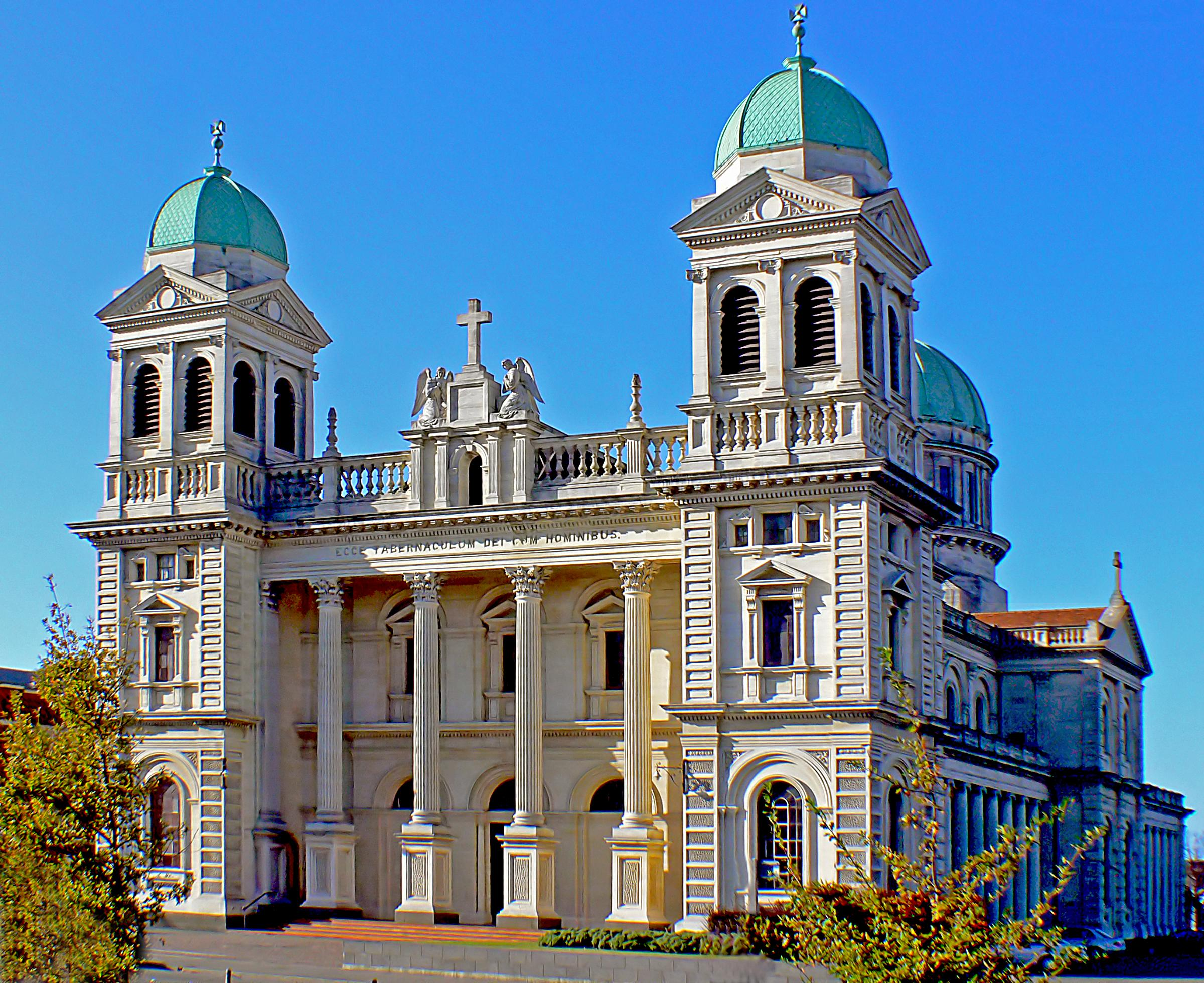
Catedral do Santíssimo Sacramento. (Demolida em dezembro de 2020)

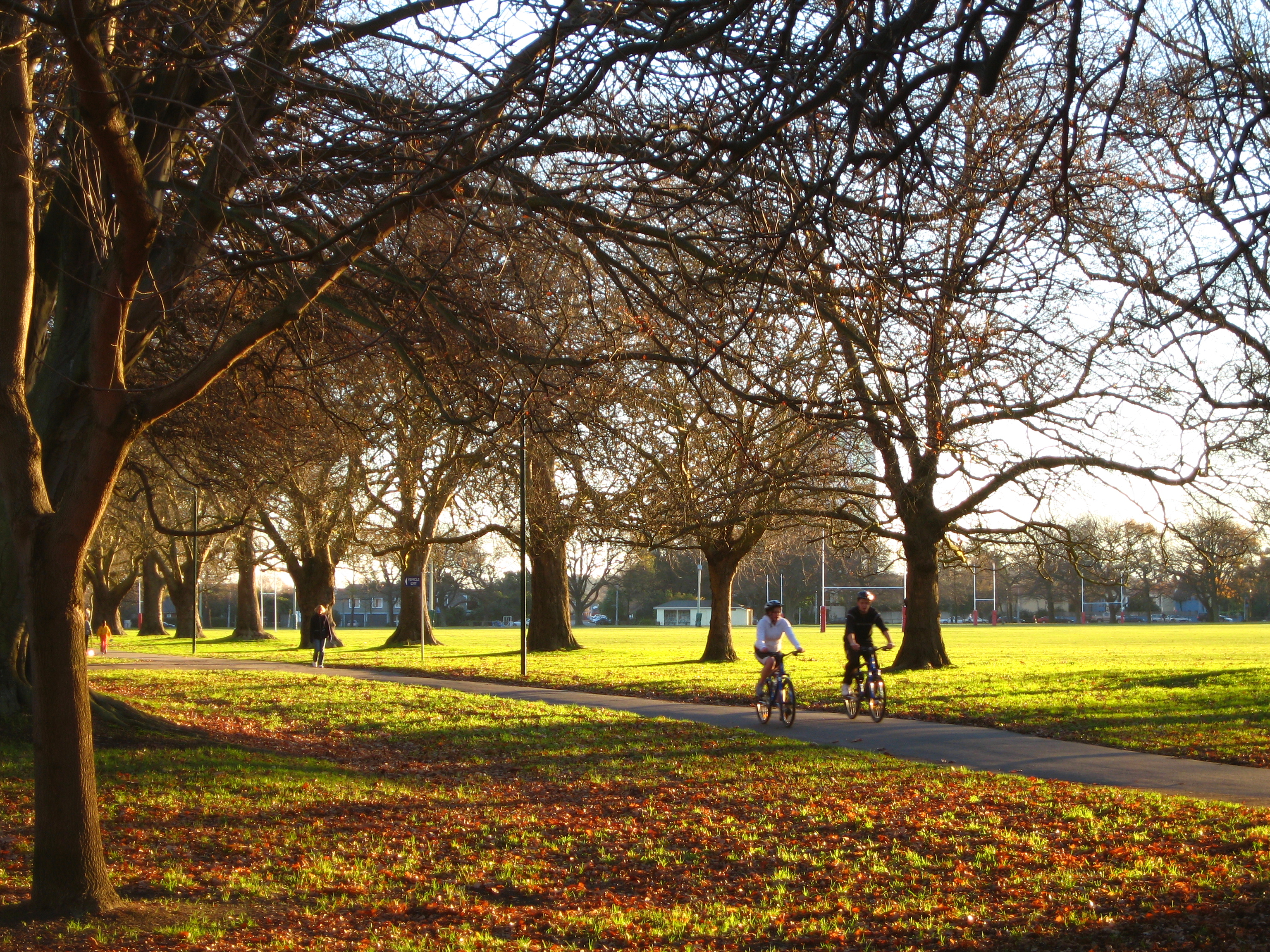
Parque de Hagley.

- Reserva de vida selvagem de Willowbank
- Museu da Força Aérea
- Southern Encounter
- Centro Internacional Antárctico
- Christ Church Cathedral (catedral anglicana), o centro do povoamento estabelecido pela Igreja de Inglaterra, foi construída entre 1864 e 1910.
- A catedral católica, consagrada em 1905, frequentemente reconhecida como o mais belo edifício em estilo renascentista de toda a Australásia. (Sofreu muitos danos com o Sismo de Canterbury de 2011 ocorrido a 22 de fevereiro de 2011. Em dezembro de 2020 a catedral foi demolida[19])
- Galeria de Arte de Christchurch
- Centro de Artes de Christchurch
- Edifícios do governo provincial de Canterbury
- A Estação de Timeball
- O teleférico de Heathcote
- Nga Hau E Wha Marae

### Parques e jardins
- Jardins botânicos
- Parque de Hagley
- Mona Vale
- Riccarton House and Bush